# ساموئل آلگرو
ساموئل آلگرو (انگلیسی: Samuel Allegro؛ زادهٔ ۱۴ مارس ۱۹۷۸) بازیکن فوتبال اهل فرانسه است.
از باشگاه‌هایی که در آن بازی کرده‌است می‌توان به باشگاه فوتبال متس، باشگاه ورزشی آمیان، و باشگاه فوتبال ستاره سرخ اشاره کرد.